# The Wind Cries Mary
The Wind Cries Mary – ballada rockowa napisana przez Jimiego Hendrixa.

## Historia utworu

### Nagrywanie
Nawiązując do relacji jego byłej dziewczyny, Kathy Etchingham, Hendrix w trakcie kłótni użył słowa „Mary” (drugiego imienia Etchingham), co było powodem napisania tekstu piosenki. W późniejszym wywiadzie, Hendrix powiedział o słowach utworu, jako że przedstawiają one „więcej niż jedną osobę”.
Billy Cox, wieloletni przyjaciel Hendrixa i późniejszy jego basista, zauważył, że Curtis Mayfield wpłynął na stworzenie tego utworu. Hendrix wykonał części piosenki lub zagrał wczesną wersję latem 1966 z zespołem Jimmy James and the Blue Flames w Nowym Jorku.
11 stycznia 1967, Hendrix nagrał singel ze swoim zespołem w De Lane Lea Studios w Londynie, w trakcie sesji nagraniowej następnego singla „Hey Joe”. Chas Chandler, producent muzyczny Hendrixa, opowiedział o tym następująco:

Skończyliśmy już prawię nagrywać „Fire”. Zostało nam około dwudziestu minut. Zasugerowałem, że moglibyśmy jeszcze nagrać demo „The Wind Cries Mary”. Mitch Mitchell [perkusista] i Noel Redding [basista] go jeszcze w ogóle nie odsłuchali, więc grali na żywo. Zagrali to raz [i Hendrix doradził dogranie overdubbingu]. W całości, dodał on dodatkowo z cztery lub pięć overdubbingów – wszystko zostało zrobione w dwadzieścia minut. Taki był nasz trzeci singel.

### Wydania
Singel, który na stronie B miał „Highway Chile”, został wydany w Wielkiej Brytanii w 1967 i zdobył 6. miejsce w UK Singles Chart. W Stanach Zjednoczonych, utwór został wydany wraz z „Purple Haze” na stronie B w czerwcu 1967. „The Wind Cries Mary” zostało później zawarte w amerykańskim wydaniu albumu Are You Experienced, wydanego w sierpniu 1967.

## Występy
Hendrix często wykonywał ten utwór na koncertach w 1967 i 1968. Nagranie z Festiwalu w Monterey zostało później wydane w pośmiertnym albumie Jimi Plays Monterey (1986) i Live at Monterey (2008); inne nagranie, z występu z Olympii w Paryżu, zostało wydane w zestawieniu Stages (1991), The Jimi Hendrix Experience (2000) i Live in Paris & Ottawa 1968 (2008). Box set Stages zawiera także nagranie koncertu w Sztokholmie z 1967.

## Wpływ i dziedzictwo
Magazyn Rolling Stone umieścił „The Wind Cries Mary” na 379. pozycji w „Liście 500 utworów wszech czasów”. Wielu muzyków zrobiło własne covery tego singla, m.in. Jamie Cullum, John Mayer, Xavier Rudd, Richie Sambora, Sting, Popa Chubby, Pat Boone, Caron Wheeler i John Antonopoulos. Gil Evans stworzył własną wersję tej piosenki pt. „Mademoiselle Mabry” dla albumu Milesa Davisa – Filles de Kilimanjaro.